# Девятьяров, Александр Андреевич
Алекса́ндр Андре́евич Девятьяров (15 июня 1907, Сарапульский уезд, Вятская губерния — 2 марта 1985, Устинов) — участник Великой Отечественной войны, в годы войны — помощник командира полка по воздушно-стрелковой службе 140-го гвардейского штурмового авиаполка, 8-й гвардейской штурмовой авиадивизии, 1-го гвардейского штурмового авиакорпуса, 2-й воздушной армии, 1-го Украинского фронта, гвардии майор.

## Биография
Родился 15 июня 1907 года в деревне Ильнеш в крестьянской семье. Русский. Окончил 7 классов. Работал грузчиком на станции Кузино Свердловской области. В 1929—1931 годах служил в Красной Армии. После увольнения учился в металлургическом техникуме, работал шлифовщиком на машиностроительном заводе в Ижевске.
В 1933 году поступил в Оренбургскую школу лётчиков. После училища служил в Новочеркасске в бомбардировочной авиации. С апреля 1940 года — лётчик-инструктор. С началом войны школа переведена на Урал, готовил лётчиков, штурманов для ночных бомбардировочных полков. В августе 1942 года вместо фронта попал на высшие тактические курсы, переучился на Ил-2 и только затем был направлен на фронт.
В августе 1943 года прибыл в 1-й штурмовой авиационный корпус В. Г. Рязанова. Назначен комэском в 66-й Киевский штурмовой авиаполк.
Отличился в боях за освобождение Украины, после Корсунь-Шевченсковской операции был представлен к званию Героя. Во время Ясско-Кишинёвской операции за спасение командного пункта 5-й гвардейской танковой армии генерала Ротмистрова награждён орденом Александра Невского.
К 15 января 1945 года совершил 80 боевых вылетов, из которых 65 в качестве ведущего, на штурмовку боевой техники и живой силы врага. К концу войны совершил 91 успешный боевой вылет.
С 1946 майор А. А. Девятьяров — в запасе. Жил в городе Ижевск. Много лет был председателем республиканского комитета ДОСААФ. Работал в тресте «Гражданстрой». В 1973 году издал мемуары «Земля под крылом» (переизданы в 1980 году). За мирный труд награждён орденами Октябрьской Революции и «Знак Почёта». Скончался 2 марта 1985 года. Похоронен в Ижевске.

## Награды
- Герой Советского Союза (Указ от 10 апреля 1945 года, № 7360);
- два Ордена Ленина;
- орден Октябрьской Революции;
- два Ордена Красного Знамени;
- орден Александра Невского;
- орден Красной Звезды;
- орден «Знак Почёта»;
- медали.

## Комментарии
1. ↑  Деревня Ильнеш, относившаяся к Чегандинской волости Сарапульского уезда, в последующем входила в состав Новопоселеновского, Ныргындинского сельсоветов Каракулинского района Удмуртии; ныне — урочище в том же районе[1].